# Climatologia statistica

Andamento della temperatura negli ultimi 2000 anni secondo diversi studi: l'andamento degli ultimi 1000 anni è noto come hockey stick per via della somiglianza con la forma di un bastone da hockey.

La climatologia statistica (o statistica climatologica) è la sotto-disciplina della climatologia che fa ampio uso della statistica e dei suoi metodi di analisi per analizzare i dati climatici raccolti sul medio-lungo periodo serie storiche) sia diretti (da stazioni meteorologiche) che indiretti (proxy data) e sancire l'avvenuto mutamento climatico o meno in un certo periodo temporale e in un certo luogo, evidenziando trend e oscillazioni (detection). A partire da queste analisi è possibile ricercare le cause di detti cambiamenti (attribution) analizzando le forzanti climatiche e le retroazioni in genere attraverso l'uso di modelli climatici al calcolatore e l'analisi tipica dei sistemi complessi, come quello climatico.